# Backworth
Backworth est un village de 1 399 habitants (2011) du district de North Tyneside, dans le comté du Tyne and Wear, en Angleterre.